# Eva Aeppli
Eva Aeppli (Zofingen, 2 maggio 1925 – Honfleur, 4 maggio 2015) è stata una pittrice, scultrice e astrologa svizzera, nota anche per essere stata la prima moglie di Jean Tinguely.

## Biografia
Era la figlia di Marta Hess (1899–1976), e di Aetti Willi Aeppli (1894–1972), insegnante della Scuola Waldorf e fu collaboratore di Rudolf Steiner.
Nata a Zofingen, trascorse la sua infanzia a Basilea dove frequentò la Scuola di Arti Decorative. 
In seguito, trasferitasi in Francia, iniziò la sua carriera artistica come pittrice. Si interessò poi alla scultura di statuette di stoffa e di bronzo.
Nel 1946 sposò l'architetto Hans Felix Leu (1925-2001), da cui ebbe nel 1944 Felix-Vital Leu (1944-2002), da cui divorziò nel 1949.
Il 27 gennaio 1950 nacque la seconda figlia, Miriam-Eva Tinguely, i cui genitori divorziarono nel 1961.
Nel 1975, scoprì l'astrologia grazie a Jacques Berthon e al pittore Eric Leraille. Quindici anni dopo, decise di combattere la povertà, l'oppressione e l'ignoranza creando la Myrrahkir Foundation.
Sue opere sono esposte al Museo Tinguely a Basilea, mentre in Italia se ne trovano alcune al Giardino di Daniel Spoerri a Seggiano, in Toscana.